# آرا کاراگیان
آرا کاراگیان (ارمنی: Արա Կարագյան؛ زادهٔ ۱۶ فوریهٔ ۱۹۶۳) یک بازیگر و مجری اهل ارمنستان است. وی از سال ۱۹۸۴ میلادی تاکنون مشغول فعالیت بوده‌است. وی از انستیتو دولتی سینما و تئاتر ایروان فارغ‌التحصیل شده‌است.

## گزیده فیلمشناسی
از فیلم و مجموعه‌هایی که وی در آن نقش آفرینی کرده است می‌توان به دومینو اشاره کرد.